# 武田信吉
武田 信吉（たけだ のぶよし） / 松平 信吉（まつだいら のぶよし）は、江戸時代初期の大名。徳川家康の五男。妻は木下勝俊の娘。幼名は福松丸、武田万千代丸。正しくは松平信吉であるが、同名の松平信吉（藤井松平家）と区別するため武田信吉と呼ばれる。

## 出自
天正11年（1583年）9月3日、徳川家康の五男として浜松で生まれる。幼名は福松丸。母は甲斐武田氏家臣・秋山虎泰の娘・於都摩（下山殿・妙真院）。なお、秋山氏は甲斐武田氏の支流である。穴山信嘉（信邦、信君の弟）の妻であったとの説もある。

## 生涯
天正10年（1582年）3月の織田・徳川連合軍の甲州征伐に際して、甲斐河内領主の穴山信君（梅雪）は織田・徳川方に臣従する。同年6月の本能寺の変に際して信君は上方で横死し、甲斐・信濃の武田遺領を巡る天正壬午の乱では穴山衆は家康に帰属した。穴山氏は信君と正室・見性院の子である勝千代（武田信治）が当主となるが、天正15年（1587年）に16歳で死去したため、穴山武田家は断絶する。
信君は織田・徳川方に臣従する際に、武田家臣・秋山氏の娘である於都摩の方（下山殿）を養女として家康に差し出しており、於都摩の方は家康の側室となる。家康と於都摩の方の間には五男・福松丸（万千代丸）が生まれる。万千代は見性院が後見人となり、武田氏の名跡を継承させ、甲斐河内領のほか、江尻領・駿河山西・河東須津を支配させ、元服して武田七郎信義と名乗らせた。ただし、家康が駿府城に移ったことで駿河国が徳川氏の本国となり、その関係で信吉の武田氏継承時に江尻領などは没収されたとする説もある。
天正18年（1590年）2月から7月の小田原征伐後、同年には家康の関東移封に従って下総国小金城3万石へ移る。信吉は松平姓に復し、松平信吉と改名する。豊臣秀吉の正室・高台院の甥である木下勝俊の娘を娶ったため、家康から秀吉への配慮もあり、信吉に領地を増やした。
翌天正19年（1591年）、母が死去したため、見性院が信吉の養母となった。文禄2年（1593年）に下総国佐倉城10万石を与えられる。慶長5年（1600年）の関ヶ原の戦いでは、江戸城西ノ丸にあって留守居役を務めた。
慶長7年（1602年）、先の合戦で西軍に属した疑いをもたれた佐竹氏に替わり、その領地であった常陸国水戸25万石に封ぜられ、旧穴山家臣を中心とする武田遺臣を付けられて武田氏を再興した。
慶長8年（1603年）9月11日、生来病弱であったらしく、わずか21歳で死去した。死因は湿瘡（痒みなどが激しく長く続くと死にいたる病）。子女もいなかったので、これにより武田氏は再び断絶した。なお、信吉に女子があるとの説があるが、もう一人の松平（藤井）信吉との混同の可能性が高い。
水戸藩は異母弟の頼将（のちの頼宣）が入り、頼将が駿府に移封の後は、同じく異母弟の頼房が入部し、水戸徳川家の祖となる。信吉の家臣の多くは水戸家に仕えることになる。墓所は茨城県那珂市瓜連にある常福寺。法名は浄巌院殿英誉善香崇厳。後に甥にあたる徳川光圀により、瑞龍山に葬られた。

## 登場する作品
- テレビドラマ『葵 徳川三代』（2000年、NHK大河ドラマ、武田信吉役：横堀悦夫）